# Vasco da Gama (bairro do Rio de Janeiro)
Vasco da Gama é um bairro da Zona Norte do município do Rio de Janeiro. Criado em homenagem ao centenário do Club de Regatas Vasco da Gama, em 1998, é onde se localiza a sede e o famoso estádio do clube, popularmente chamado de Estádio São Januário, em virtude da Rua São Januário, que margeia o estádio; sendo desmembrado da parte leste do Bairro Imperial de São Cristóvão. 
Seu IDH, no ano 2018, é de 0,833, o 64.º melhor da cidade do Rio de Janeiro (analisado junto com o bairro de São Cristóvão).

## História
Estima-se que os primeiros moradores chegaram à área onde hoje é o Vasco da Gama por volta de 1920, em sua maioria imigrantes portugueses. Em função disso, hoje localizam-se também dentro do bairro algumas indústrias e vasto comércio, com forte ligação portuguesa se aglomera a população da região forma geral. Atualmente está sendo revitalizada pelo poder público: a sua área fica próxima ao Porto Maravilha
O bairro foi criado a partir de um projeto de lei do vereador Áureo Ameno, um radialista vascaíno em primeiro mandato, e sancionado pelo prefeito Luiz Paulo Conde.
Até então não havia a ideia de que ali fosse um bairro à parte e a noção de bairro Vasco da Gama foi introduzida naquele instante. O bairro de São Cristóvão, sempre foi considerado grande, e em virtude disso, sempre foram utilizadas outras referências geográficas, entre as quais a Rua São Januário, utilizada como referência em transportes públicos, e citada na música O bonde de São Januário, de Wilson Batista e Ataulfo Alves. Esse fato, juntamente com centenário do clube, foi motivador do desmembramento sofrido por São Cristóvão.
O bairro de Vasco da Gama faz parte da região administrativa de São Cristóvão. Os bairros integrantes da região administrativa são: Benfica, Mangueira e São Cristóvão.